# St. Johannis (Quedlinburg)

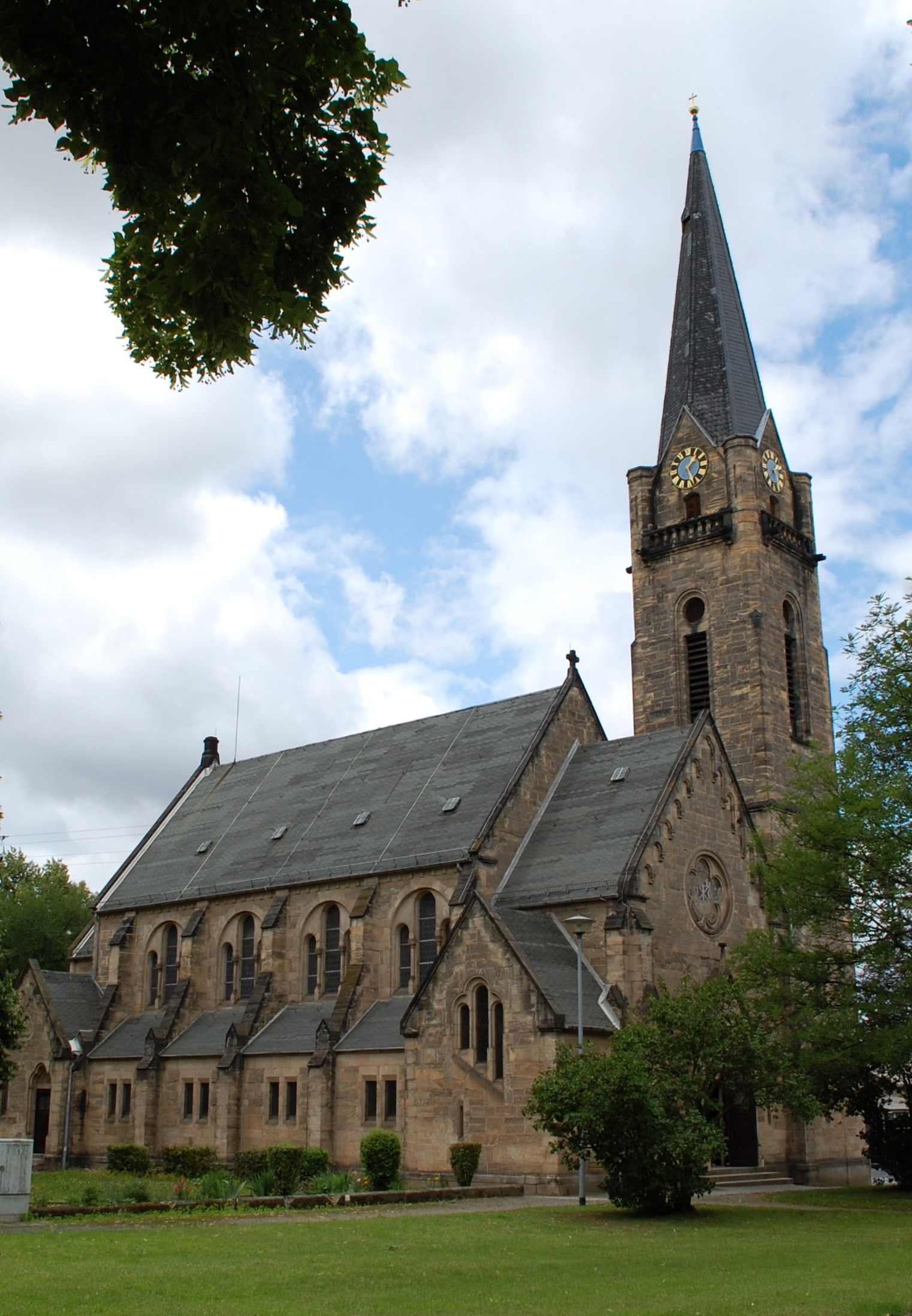
St. Johannis

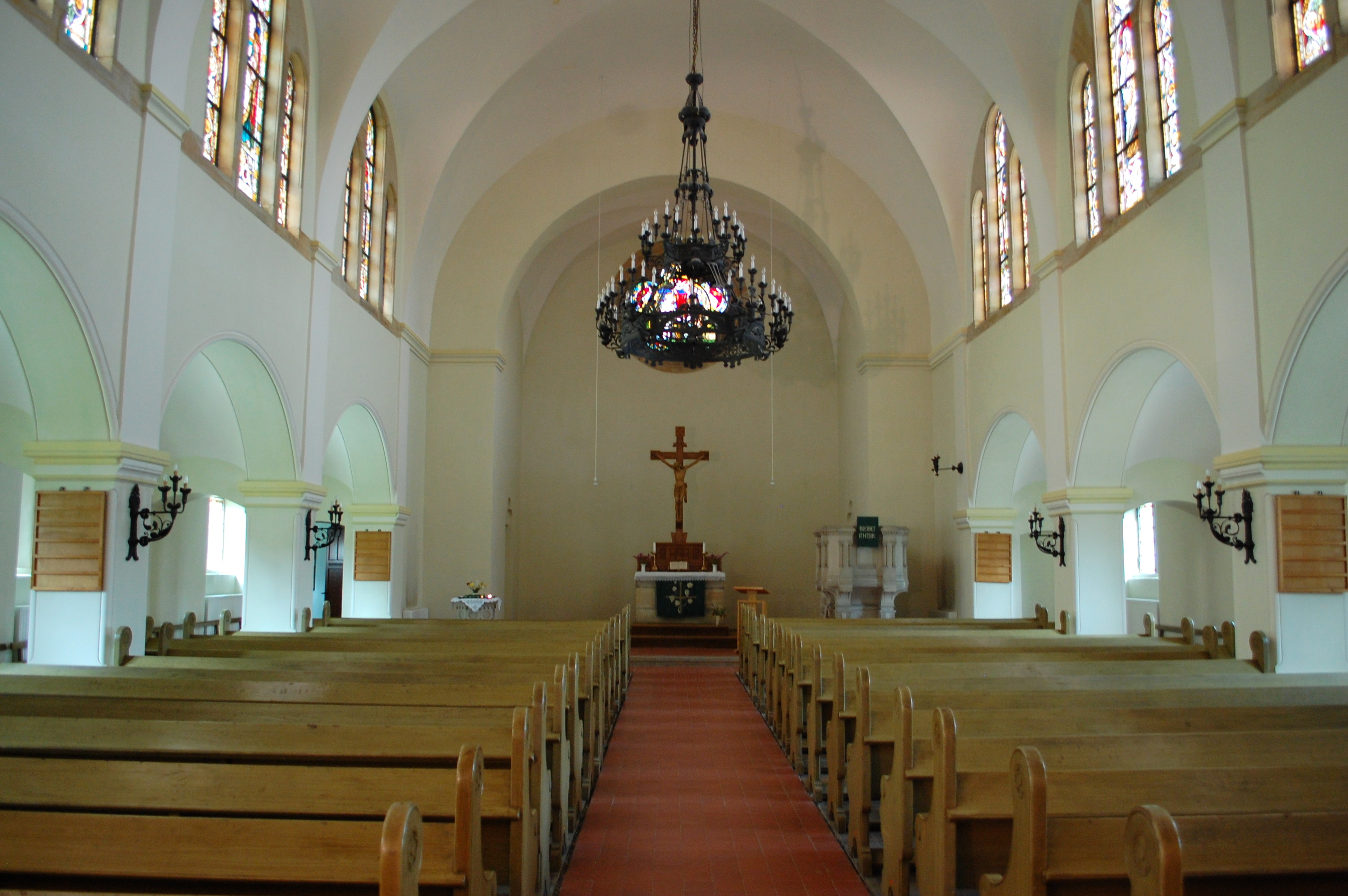
Blick in das Kirchenschiff

St. Johannis ist eine evangelische Kirche in Quedlinburg und ein Kirchengebäude vom Beginn des 20. Jahrhunderts.

## Geschichte
Die Johanniskirche steht im Südosten der Stadt und wurde 1906 als prunkvolle neogotische Spitalkirche des Johannisstifts gebaut, da die kleine Johanniskapelle nach der Angliederung des Heiliggeisthospitals zu klein wurde. Neben der Neogotik finden sich auch Elemente des Jugendstils. Die Weihe erfolgte am 11. Dezember 1906.
Die Johanniskirche war eine evangelische Pfarrkirche innerhalb der Evangelischen Kirchengemeinde Quedlinburg. Am 6. Januar 2018 feierte die dortige Gemeinde letztmals den Gottesdienst. Die Kirche wird als Archivgebäude des Kirchenkreises Halberstadt umgebaut werden. Eine Entweihung fand nicht statt. Die Glocken und die Uhr werden weiterhin genutzt.

## Architektur und Ausstattung
Die Saalkirche ist als steinsichtiger Werksteinbau errichtet. Der Altarraum der Kirche ist nach Westen ausgerichtet, was der üblichen Bauweise widerspricht.
Die künstlerisch wertvollen Kirchenfenster im Altarraum entstanden in der damals führenden Glasmalereianstalt Ferdinand Müller in Quedlinburg. Sie zeigen im Kirchenschiff die vier Evangelisten sowie vier Propheten (Jesaja, Jeremia, Hesekiel, Daniel). Die Rosette des Altarraums ist dem Namenspatron Johannes dem Täufer gewidmet und stellt ihn bei der Taufe Jesu dar.
Die Orgel der Hausneindorfer Orgelbaufirma Röver, für die die Firma Gustav Kuntzsch, Wernigerode, das Orgelgehäuse schuf, verfügt über 2 Manuale.
Zwei Glocken aus Gussstahl wurden 1906 vom Bochumer Verein gegossen und im Kirchturm installiert. Die große Glocke erklingt in d, die kleine in fis. Das mechanische Uhrwerk stammt von 1906. Die Zifferblätter und Zeiger wurden, durchgerostet, im November 1994 abgenommen und im September 1995 durch neue ersetzt. Auch wurden im November 1994 die alte Spitze, der Knopf und die Stange der Wetterfahne abgebaut. Noch im November 1994 erhielt der Turm eine neue Spitze, einen neuen Knopf und anstelle der Wetterfahnen-Stange ein Turmkreuz. Bis etwa 1970 hatte der Turm auch vier kleine Eckspitzen.
Der große Deckenleuchter wurde, mit LED-Birnen ausgestattet, im Juni 2020 in die Marktkirche umgesetzt, das Johannis-Gestühl ersetzt seit März 2020 die bisherigen Bänke im Mittelschiff der Nikolaikirche.